# Demografía de Sudán del Sur
Para el 2020 la población de Sudán del Sur era de 11 193 720 millones de personas.

## Grupos étnicos
En Sudán del Sur conviven tribus como los dinka, los nuer, los shilluk y los achol.

## Idiomas
En Sudán del Sur se habla oficialmente el inglés y el árabe yuba, y como cooficiales están el dinka, jur modo, nuer, y otras lenguas regionales.

## Religión
En un censo del 2011, se sostiene que cerca del 70 % de la población practica el cristianismo, de los cuales, 36 % pertenece a la Iglesia católica, un 20 % pertenece a la Iglesia anglicana, y el resto, pertenecen a la Iglesia protestante, 5 % practica el islam, y el resto de la población practica religiones tradicionales basadas en creencias animistas.

## Población por edad
Distribución de población por edades para el 2018.
| Edad       | Población | Población | Población | Población |
| Edad       | %         | Hombres   | Mujeres   | Total     |
| ---------- | --------- | --------- | --------- | --------- |
| 0-14 años  | 42.3 %    | 2 194 952 | 2 121 990 | 4 316 942 |
| 14-24 años | 20.94 %   | 1 113 008 | 1 023 954 | 2 136 962 |
| 25-54 años | 30.45 %   | 1 579 519 | 1 528 165 | 3 107 684 |
| 55-64 años | 3.82 %    | 215.247   | 174.078   | 389.325   |
| >64 años   | 2.49 %    | 145 812   | 107 856   | 253 668   |